# Gerhard Moritzen
Gerhard Moritzen (* 2. August 1958 in Schleswig) ist ein deutscher Bildhauer und Zeichner.

## Leben

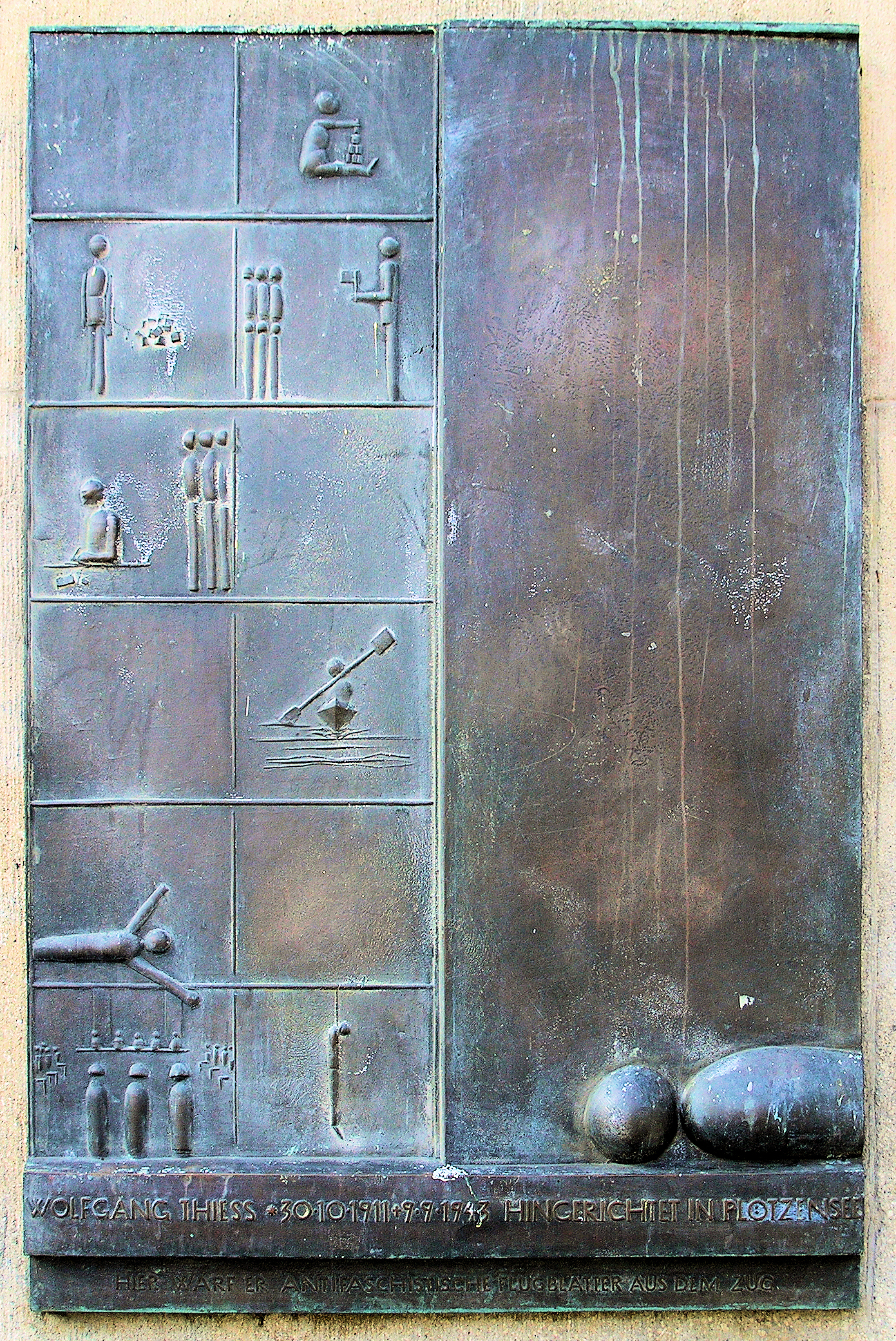
Gedenktafel für Wolfgang Thiess, 1988

Nach einer Holzbildhauerlehre in Flensburg studierte Moritzen Bildhauerei in Berlin. Seit 1989 ist er Lehrkraft für Holzbildhauerei an der Kunstakademie Düsseldorf.
Bekannt sind insbesondere seine Gedenkplatte für Wolfgang Thiess am U-Bahnhof Hallesches Tor in Berlin und seine Holzskulptur Boot in Düsseldorf. In der Gedenkplatte fügte Moritzen spärlich vorhandene Informationen über das Leben des NS-Opfers Thiess als Bildergeschichte zusammen. Die Holzskulptur Boot schlug er 1996 aus einer alten Stieleiche. Das Objekt wurde an der Rheinuferpromenade in Düsseldorf in der Grünfläche an der Reuterkaserne aufgestellt. Es erinnert an die Aktion Heimholung des Joseph Beuys von Anatol Herzfeld (1973). Moritzen wählte für seine Darstellung die Bootsform des Kajaks, wegen der Bedeutung des Bootstyps für die Menschheitsgeschichte und weil er selbst viel auf einem Kajak über den Rhein gefahren ist. Der Architekt Niklaus Fritschi gestaltete dazu die Wiese mit einem kleinen „Flusslauf“ aus Kopfsteinpflaster.
Moritzen schätzt den sinnlichen Charakter und den tiefen symbolischen Bedeutungsgehalt des Werkstoffs Holz.

## Werk (Auswahl)

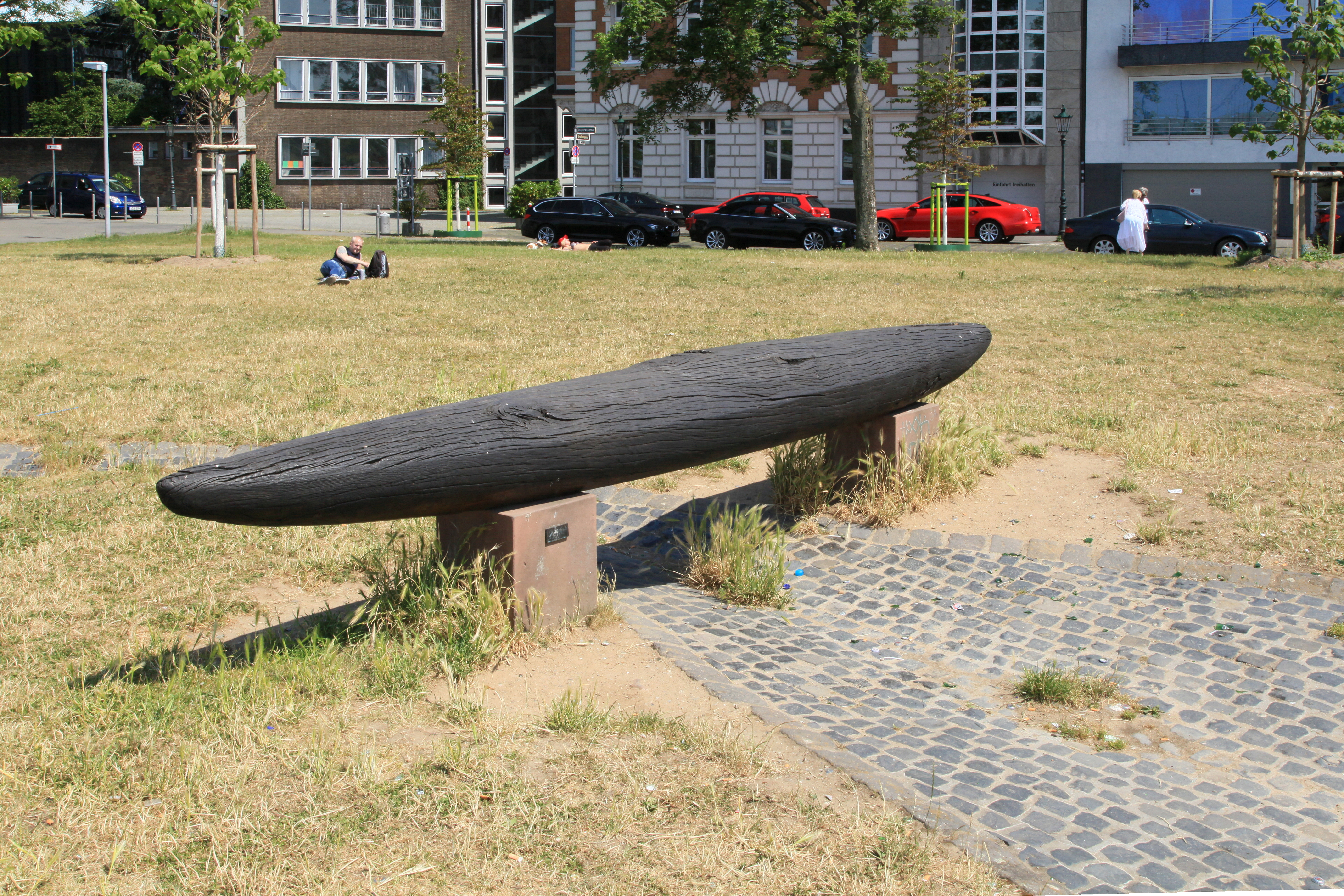
Boot, 1996

- Reihe Burgdorf, Skulpturen aus Sandstein, 1986, Burgdorf, Schweiz[4]
- Gedenktafel für Wolfgang Thiess, Bronzerelief, 1988, U-Bahnhof Hallesches Tor, Berlin
- Boot, begehbares Kunstobjekt aus Stieleichenholz, 1996, Rheinuferpromenade Düsseldorf (Grünfläche an der Reuterkaserne)[5]
- Tafelbildprojekt, Tafelbild in der Kunststation St. Peter, Köln
- Raum 008, 16 lebensgroße Figuren und Halbfiguren in Raum 008 der Kunstakademie Düsseldorf